# Mazer Zaouia
Mazer Zaouia (às vezes escrito apenas Mazer) é uma vila na comuna de Djamaa, no distrito de Djamaa, província de El Oued, na Argélia. A vila está localizada apenas a leste da rodovia N3, a 4 quilômetros (2,5 milhas) ao norte de Djamaa.